# Die Ameise und die Heuschrecke

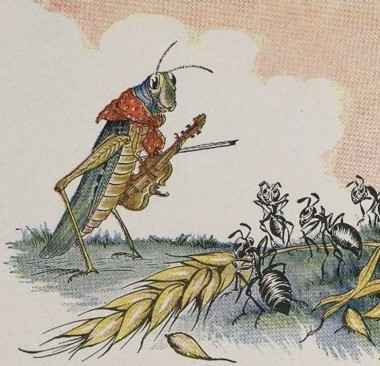
Die Ameise und die Heuschrecke. Illustration von Milo Winter (1919)

Die Ameise und die Heuschrecke ist eine Tierfabel des altgriechischen Fabeldichters Äsop.

## Inhalt
Eine Heuschrecke hatte sich den ganzen Sommer über auf dem Feld amüsiert, während die fleißige Ameise für den Winter Getreide gesammelt hatte. Als nun der Winter kam, wurde die Heuschrecke so vom Hunger geplagt, dass sie betteln gehen musste. Als sie bei der Ameise um Almosen bat, sagte ihr diese:
„Hast du im Sommer singen und pfeifen können, so kannst du jetzt im Winter tanzen und Hunger leiden, denn das Faulenzen bringt kein Brot ins Haus.“

## Bearbeitungen

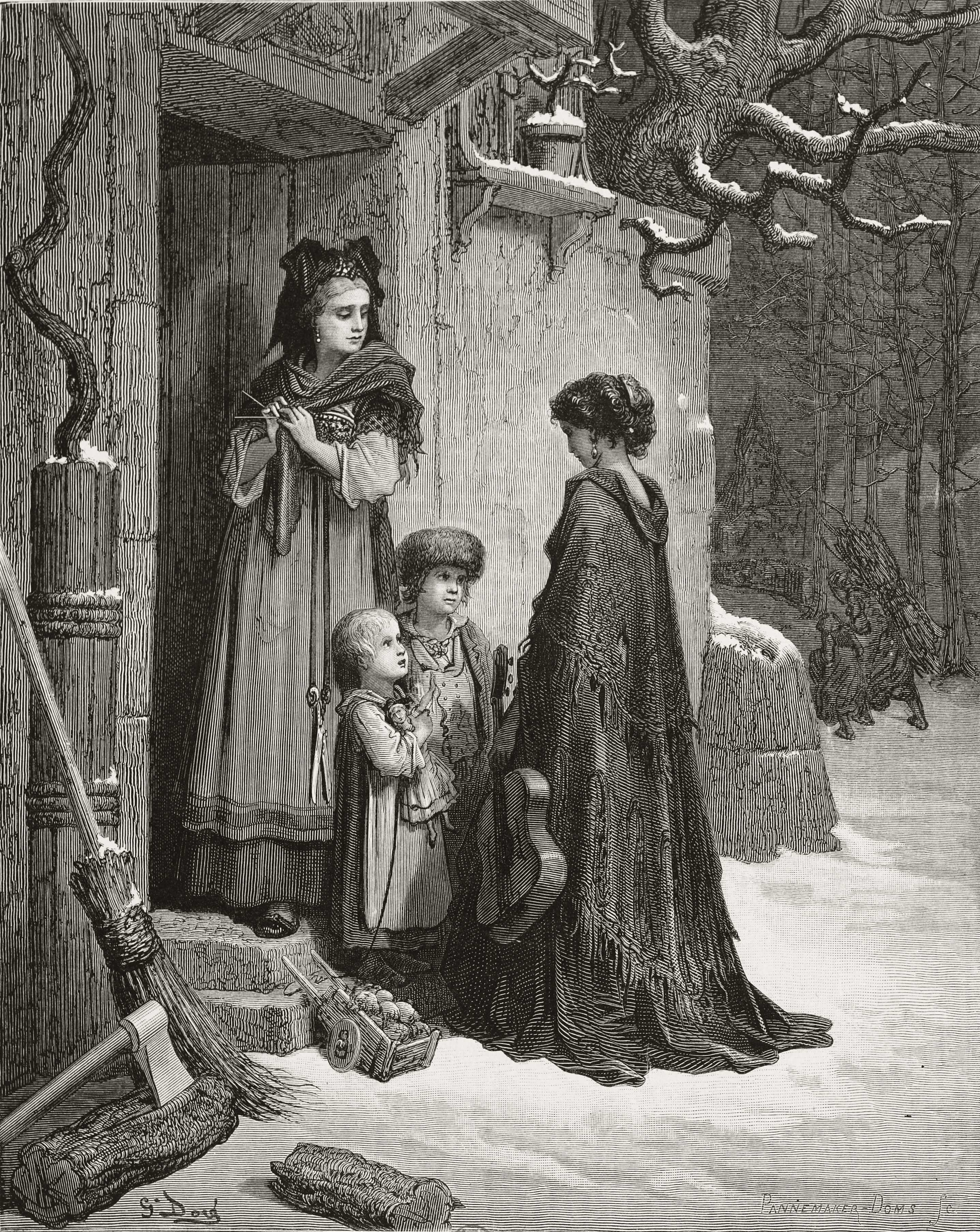
Illustration von Jean de La Fontaines Fabel durch Gustave Doré

Den gleichen Inhalt hat die Fabel „Die Grille und die Ameise“ (französisch La Cigale et la Fourmi) des französischen Fabeldichters Jean de La Fontaine:
»So!« sagt die Omeis hinwiderum; »so bist du gar ein saubrer Gesell! Hast du im Sommer können singen und pfeifen, so tu anjetzo im Winter tanzen und leide darneben gleichwohl Hunger; denn das Faulenzen bringt kein Brot ins Haus.« (Übertragung von Abraham a Sancta Clara, um 1700)
Diese Fabel wurde 1934 als Vorlage für den Zeichentrick-Kurzfilm Die Heuschrecke und die Ameisen (englisch The Grasshopper and the Ants) von Walt Disney verwendet.
Auch dem russischen Fabeldichter Iwan Krylow diente sie als Vorlage für seine Fabel „Die Libelle und die Ameise“ (russisch Стрекоза и Муравей Strekosa i Murawei), nur dass es hier eine Libelle ist, die abgewiesen wird und am Ende sterben muss. Diese Version wurde 1913 in Russland als Zeichentrickfilm verfilmt.
In Roland Schimmelpfennigs Theaterstück „Der Goldene Drache“ (2009) wird die Fabel von „Grille und Ameise“ in einer Erzählebene eines zeitkritischen Migrantendramas verwendet.
Auch die Geschichte „Die Grille und der Maulwurf“ von Janosch basiert inhaltlich auf der Fabel. Sie wurde im Rahmen der Serie Janoschs Traumstunde verfilmt.
In der Kindergeschichte Frederick von Leo Lionni wird eine abgewandelte Version erzählt, die die materialistische Sicht der Fabel in Frage stellt.
Dort hilft eine Maus, obwohl sie keine materiellen Güter beisteuert, ihren Artgenossen durch den Winter, indem sie sie mit Geschichten und Liedern „wärmt“, die sie im Sommer anstelle von anderen Vorräten gesammelt hat.
Der kroatische Animationsfilm „Kit & Antoinette und der magische Himbeerhut“ („Cvrčak i Mravica“) aus dem Jahr 2023 wurde von Aesop und Jean de La Fontaine inspiriert.